# Amina Ferguen
Amina Ferguen (* 10. August 1989) ist eine ehemalige algerische Leichtathletin, die sich auf den Hürdenlauf spezialisiert hat. 2010 und 2012 gewann sie je eine Medaille bei Afrikameisterschaften.

## Sportliche Laufbahn
Erste internationale Erfahrungen sammelte Amina Ferguen, die in Deutschland aufwuchs, bei den Afrikameisterschaften 2010 in Nairobi, bei denen sie in 13,87 s die Bronzemedaille im 100-Meter-Hürdenlauf hinter der Nigerianerin Seun Adigun und Gnima Faye aus dem Senegal gewann. Im Jahr darauf belegte sie bei den Afrikaspielen in Maputo in 13,58 s den vierten Platz, ehe sie bei den Panarabischen Spielen in Doha in 13,98 s die Silbermedaille hinter der Marokkanerin Lamiae Lhabz gewann. Zudem kam sie dort mit der algerischen 4-mal-100-Meter-Staffel nicht ins Ziel. 2012 gewann sie bei den Afrikameisterschaften in Porto-Novo in 13,56 s die Silbermedaille hinter der Senegalesin Gnima Faye und 2017 beendete sie ihre aktive sportliche Karriere im Alter von 28 Jahren.
2011 wurde Ferguen algerische Meisterin im 100-Meter-Hürdenlauf.

## Persönliche Bestleistungen
- 100 m Hürden: 13,40 s (+0,3 m/s), 2. Juni 2012 in Regensburg